# 謝利謝 (謝苗諾夫卡區)
52°0′45″N 32°36′20″E / 52.01250°N 32.60556°E
謝利謝（烏克蘭語：Селище），是烏克蘭北部的村莊，隸屬切爾尼希夫州的諾夫霍羅德-錫韋爾斯基區。該村面積0.11平方公里，海拔高度170米，2024年人口1，人口密度每平方公里172.7人。